# 聖クララ、聖フランチェスコ、マグダラのマリアのいるピエタ
『聖クララ、聖フランチェスコ、マグダラのマリアのいるピエタ』（せいクララ、せいフランチェスコ、マグダラのマリアのいるピエタ、伊: Pietà con i santi Chiara, Francesco e Maria Maddalena、英: Pietà with Saints Clare, Francis and Mary Magdalene）は、イタリアのバロック絵画の巨匠アンニーバレ・カラッチが1585年にキャンバス上に油彩で制作した絵画である。画家が生涯にわたって何度も取り上げた「ピエタ」を主題としている。1799年、ナポレオンの政権により没収された後、1815年になってようやくパルマに返還され、現在、パルマ国立美術館に所蔵されている。1956年のボローニャにおけるカラッチ展のために修復された結果、イエス・キリストの右手の下にある石に記されたアラビア数字「1585」が明らかになり、美術史家ヘルマン・フォスによって提唱された制作年が確認されるにいたった。

## 作品

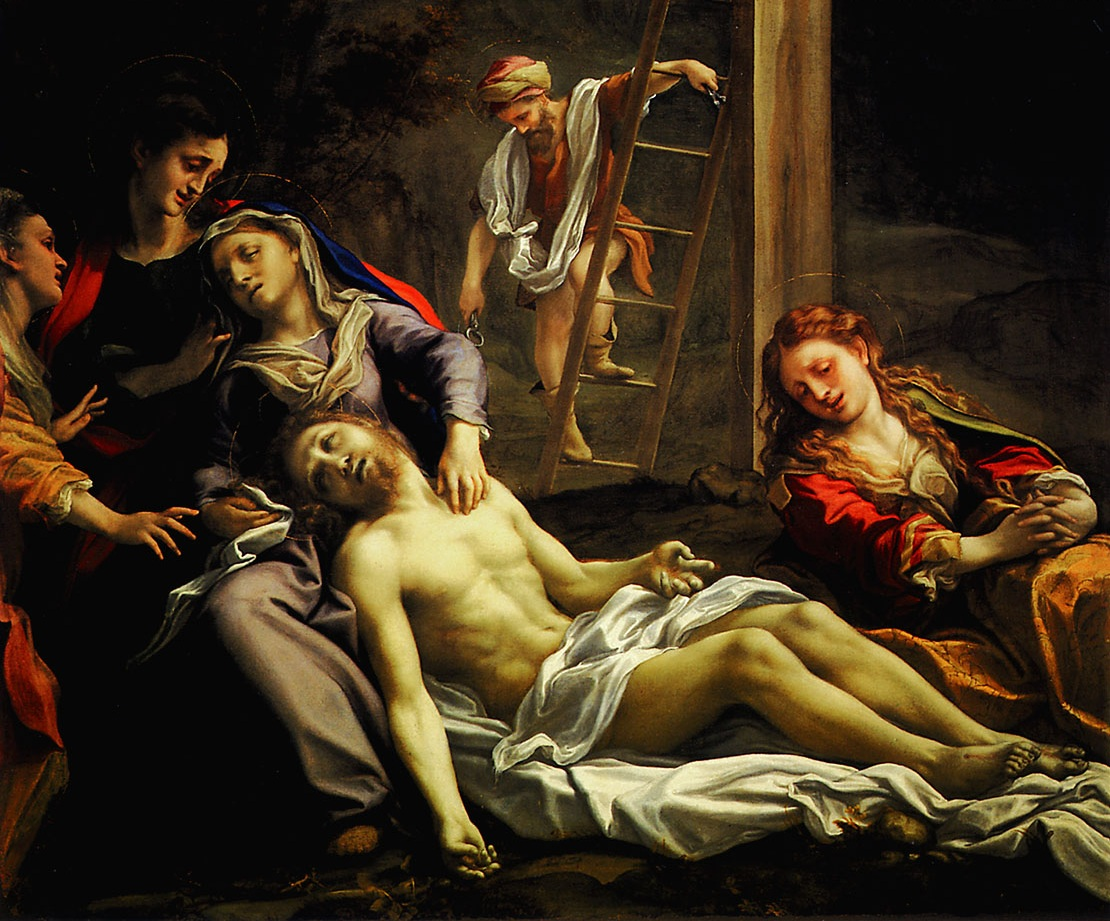
コレッジョ『キリストの哀悼』、1524年ごろ、パルマ国立美術館

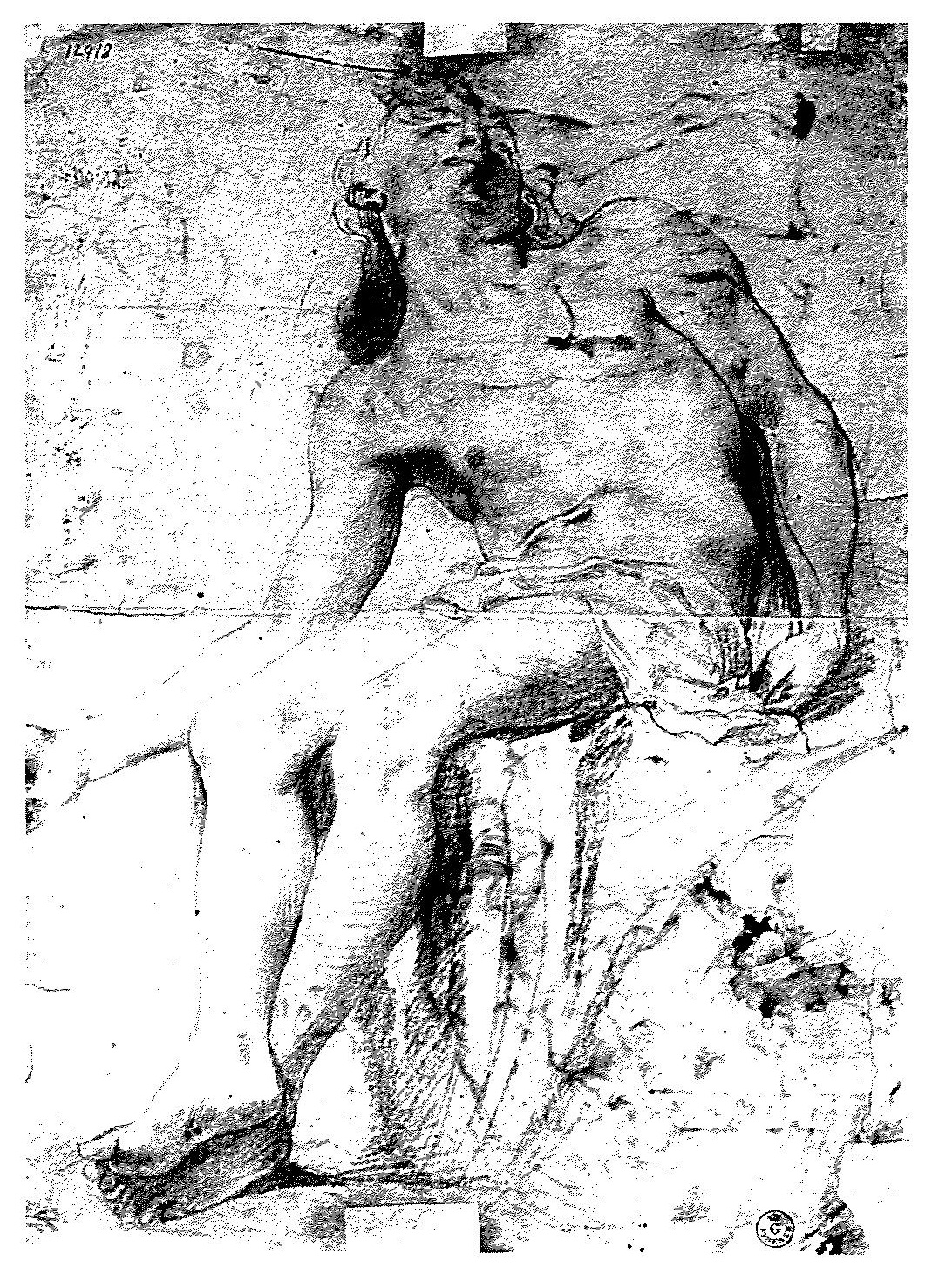
ウフィツィ美術館にある習作

作品は、ボローニャ以外ではアンニーバレの最初の作品の1つとしてパルマのカプチン・フランシスコ修道会教会の高祭壇のために制作された。作品の委嘱は、画家の将来の画業において決定的な役割を持つことになるファルネーゼ家に関係している可能性がある。ファルネーゼ家は、パルマとピアチェンツァでカプチン会が修道士を置く後ろ盾となり、1570年代には、当時ともに破壊されていたパルマのサンタ・マリア・マッダレーナ教会とピアチェンツァのサン・ベルナルディーノ教会の再建のために資金を融資して、カプチン会修道士に割り当てた。
この絵画は、アンニーバレがコレッジョの絵画を熱烈に研究したことを示す。十字架を運ぶ天使たちの飛翔から、『キリストの哀悼』 (パルマ国立美術館) を想起させる気絶した聖母マリアの描写にいたるまでコレッジョの影響が見られる。また、ウフィツィ美術館にある習作素描はアンニーバレの本作における中心人物イエス・キリストへの注意を示し、アンニーバレ、ルドヴィコ、アゴスティーノ・カラッチが創設したアカデミア・デリ・インカンミナーティ における、医師ドメニコ・ランザローニ (Domenico Lanzaroni) の指導による解剖学研究を想起させる。一方、左側に見える日没の風景は、以降、アンニーバレの絵画の重要な主題となる風景を予見する。
作品は、すべてのアンニーバレに関する歴史的文書で称賛された。それらの文書として、フランチェスコ・スカンネッリ (Francesco Scannelli) の『絵画の小宇宙 (Il microcosmo della pittura)』 (1657年) 、カルロ・チェーザレ・マルヴァジアの『フェルシーナ・ピットリーチェ』 (1678年)、ジョヴァンニ・ピエトロ・ベッロ―リ (Giovanni Pietro Bellori') の『現代の画家、彫刻家、建築家列伝 (Vite de' pittori, scultori e architetti moderni)』 (1672年) などが挙げられる。ベッローリはまた、フェデリコ・ツッカリがこの作品を称賛していることに言及している。